# Wereldkampioenschappen schermen 2006
De 54ste wereldkampioenschappen schermen werden gehouden in Turijn, Italië in 2006. De organisatie lag in de handen van de FIE.

## Resultaten

### Mannen
| Discipline         | Goud                                                            | Goud | Zilver                                                                | Zilver | Brons                                                                   | Brons   |
| ------------------ | --------------------------------------------------------------- | ---- | --------------------------------------------------------------------- | ------ | ----------------------------------------------------------------------- | ------- |
| Floret individueel | Peter Joppich                                                   | GER  | Andrea Baldini                                                        | ITA    | Stefano Barrera Lei Sheng                                               | ITA CHN |
| Degen individueel  | Wang Lei                                                        | CHN  | Joaquim Videira                                                       | POR    | Sven Järve Igor Tikhomirov                                              | EST CAN |
| Sabel individueel  | Stanislav Pozdnjakov                                            | RUS  | Zsolt Nemcsik                                                         | HUN    | Aleksej Frossin Won Woo-young                                           | RUS KOR |
| Floret ploegen     | Loïc Attely Nicolas Beaudan Erwann Le Péchoux Marcel Marcilloux | FRA  | Dominik Behr Richard Breutner Peter Joppich Benjamin Kleibrink        | GER    | Andrea Baldini Andrea Cassarà Salvatore Sanzo Simone Vanni              | ITA     |
| Degen ploegen      | Érik Boisse Gauthier Grumier Fabrice Jeannet Ulrich Robeiri     | FRA  | José Luis Abajo Ignacio Canto Juan Castañeda Eduardo Sepulveda Puerto | ESP    | Maksym Chvorost Dmytro Karjoetsjenko Bohdan Nikisjyn Dmytro Tsjoemak    | UKR     |
| Sabel ploegen      | Vincent Anstett Nicolas Lopez Julien Pillet Boris Sanson        | FRA  | Dmytro Bojko Volodymyr Loekasjenko Oleh Sjtoerbabin Vladyslav Tretjak | UKR    | Aleksej Frossin Aleksej Jakimenko Nikolaj Kovaljov Stanislav Pozdnjakov | RUS     |

### Vrouwen
| Discipline         | Goud                                                          | Goud | Zilver                                                                            | Zilver | Brons                                                                        | Brons   |
| ------------------ | ------------------------------------------------------------- | ---- | --------------------------------------------------------------------------------- | ------ | ---------------------------------------------------------------------------- | ------- |
| Floret individueel | Margherita Granbassi                                          | ITA  | Valentina Vezzali                                                                 | ITA    | Giovanna Trillini Aida Mohamed                                               | ITA HUN |
| Degen individueel  | Tímea Nagy                                                    | HUN  | Irina Embrich                                                                     | EST    | Laura Flessel-Colovic Emese Szász                                            | FRA HUN |
| Sabel individueel  | Rebecca Ward                                                  | USA  | Mariel Zagunis                                                                    | USA    | Kim Hye-lim Sada Jacobson                                                    | KOR USA |
| Floret ploegen     | Svetlana Bojko Joelia Chakimova Jana Roezavina Aida Sjanajeva | RUS  | Elisa di Francisca Margherita Granbassi Giovanna Trillini Valentina Vezzali       | ITA    | Jeon Hee-sok Jung Gil-ok Nam Hyun-hee Seo Mi-jung                            | KOR     |
| Degen ploegen      | Li Na Luo Xiaojuan Zhang Li Zhong Weiping                     | CHN  | Marysa Baradji-Duchêne Laura Flessel-Colovic Hajnalka Kiraly-Picot Maureen Nisima | FRA    | Claudia Bokel Imke Duplitzer Britta Heidemann Marijana Markovic              | GER     |
| Sabel ploegen      | Cécile Argiolas Solenne Mary Léonore Perrus Anne-Lise Touya   | FRA  | Sada Jacobson Aleksandra Shelton Caitlin Thompson Mariel Zagunis                  | USA    | Jekaterina Djatsjenko Jekaterina Fjodorkina Jelena Netsjajeva Sofja Velikaja | RUS     |

## Medaillespiegel
| Plaats | Land             | Goud | Zilver | Brons | Totaal |
| 1      | Frankrijk        | 4    | 1      | 1     | 6      |
| 2      | Rusland          | 2    | 0      | 3     | 5      |
| 3      | China            | 2    | 0      | 1     | 3      |
| 4      | Italië           | 1    | 3      | 3     | 7      |
| 5      | Verenigde Staten | 1    | 2      | 1     | 4      |
| 6      | Hongarije        | 1    | 1      | 2     | 4      |
| 7      | Duitsland        | 1    | 1      | 1     | 3      |
| 8      | Estland          | 0    | 1      | 1     | 2      |
| 8      | Oekraïne         | 0    | 1      | 1     | 2      |
| 10     | Portugal         | 0    | 1      | 0     | 1      |
| 10     | Spanje           | 0    | 1      | 0     | 1      |
| 12     | Zuid-Korea       | 0    | 0      | 3     | 3      |
| 13     | Canada           | 0    | 0      | 1     | 1      |
| Totaal | Totaal           | 12   | 12     | 18    | 42     |

1937 · 1938 · 1947 · 1948 · 1949 · 1950 · 1951 · 1952 · 1953 · 1954 · 1955 · 1956 · 1957 · 1958 · 1959 · 1961 · 1962 · 1963 · 1965 · 1966 · 1967 · 1969 · 1970 · 1971 · 1973 · 1974 · 1975 · 1977 · 1978 · 1979 · 1981 · 1982 · 1983 · 1985 · 1986 · 1987 · 1988 · 1989 · 1990 · 1991 · 1992 · 1993 · 1994 · 1995 · 1997 · 1998 · 1999 · 2000 · 2001 · 2002 · 2003 · 2004 · 2005 · 2006 · 2007 · 2008 · 2009 · 2010 · 2011 · 2012 · 2013 · 2014 · 2015 · 2016 · 2017 · 2018 · 2019 · 2022 · 2023